# Айлью

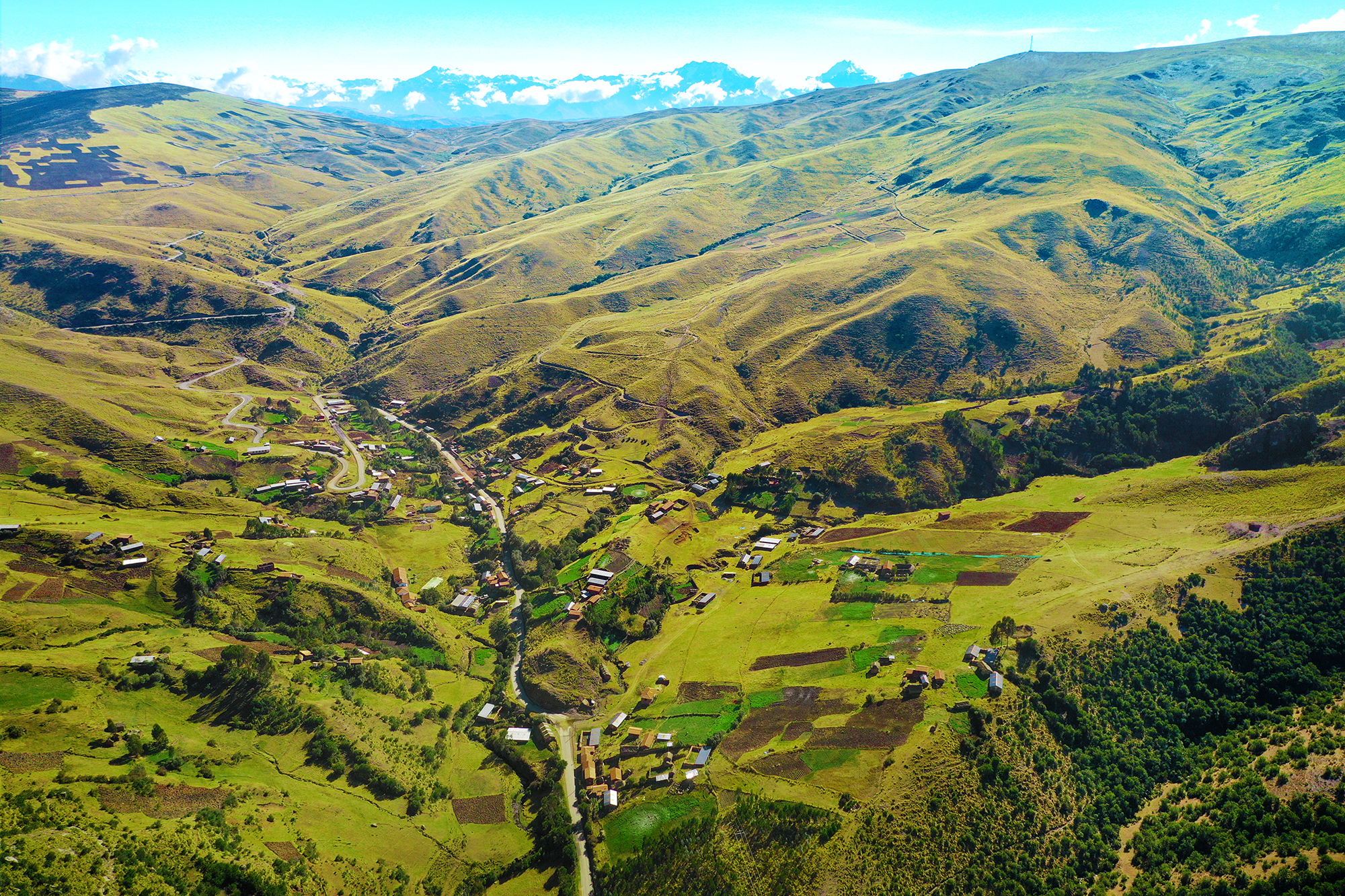
Айлью Окра

Айлью (Ayllu) — семейный клан, является традиционной формой сообщества в Андах, особенно среди народов кечуа и аймара.
Айлью существовал до завоевания империи инков, и существует по сей день, например: община Окра.
Айлью с языков кечуа и аймара обозначает «сеть семей в данной области». Главой айлью является маллку (mallku), его можно перевести как «кондор», но и как «принц», «лидер».
Каждому айлью принадлежал участок земли, и члены общины имели взаимные обязательства друг перед другом. Обычно у айлью был свой уака или бог, воплощенный в физические объекты (скала, гора). Айлью называются в честь определённого человека или мета.
Жена переходит в айлью своего мужа, как и её дети, но она всё ещё остаётся членом своего айлью, в котором она родилась, и может унаследовать его. Также человек может по своей воле примкнуть к другому айлью.